# Nathaniel E. Harris
Nathaniel Edwin Harris (Jonesborough, 21 gennaio 1846 – Contea di Carter, 21 settembre 1929) è stato un politico statunitense.

## Biografia
Nativo del Tennessee, riuscì a combattere nell'ultimo periodo della guerra civile americana nonostante la giovane età. Protetto dell'influente politico Alexander Hamilton Stephens, si trasferì poi in Georgia, dove divenne avvocato. Dagli anni 1880 entrò in politica, dedicandosi alla promozione dell'istruzione obbligatoria e fondando la Georgia School of Technology.
Nel 1915 venne eletto governatore della Georgia, ultimo non nativo della Georgia e veterano della guerra di secessione a riuscirci, e dovette subito affrontare il grave caso del linciaggio di Leo Frank, un industriale ebreo accusato dell'omicidio di una ragazzina e per questo ucciso da una folla inferocita. Nonostante i suoi sforzi nessuno degli assassini (tra i quali pareva rientrasse anche l'influente politico Joseph M. Brown) venne mai condannato per il crimine.
A parte questo episodio negativo, durante il suo mandato Harris implementò nello Stato l'istruzione obbligatoria, la registrazione obbligatoria dei veicoli tramite targa automobilistica e numerose leggi proibizioniste, precedendo di pochi anni il bando nazionale delle bevande alcoliche.
Dopo la fine del suo mandato continuò ad esercitare come avvocato, rientrando negli ultimi anni nel nativo Tennessee e morendo nel 1929. Suo figlio Walter A. Harris divenne generale dell'esercito degli Stati Uniti.